# سارینه
سارینه (به لاتین: Carine) یک منطقهٔ مسکونی در مونته‌نگرو است که در شهرداری نیکشیچ واقع شده‌است. سارینه ۱۸۷ نفر جمعیت دارد.